# タスマニアクジラ
タスマニアクジラ（タスマニア鯨、Tasmacetus shepherdi）はハクジラ亜目アカボウクジラ科タスマニアクジラ属の珍しいクジラである。

## 分類
タスマニアクジラ属 (Tasmacetus) はアカボウクジラ科に属する属の一つであり、本属に属するのはタスマニアクジラのみである。
英語では「タスマニアクチバシクジラ（Tasman Beaked Whale）」や「シェパードクチバシクジラ（Shepherd's Beaked Whale）」とも呼ばれる。

## 形態

ヒトとの大きさ比較

成熟したオスの体長は約7.1メートルに達し、アカボウクジラ科でも比較的に大型である。子鯨の体長は3メートル程度である。
吻は長く先細りになっており、頭部のメロンは垂直に切り立ったような形状である。顎にはアカボウクジラ科で唯一、咀嚼する事が可能な形態の歯を持つ。背びれは鎌に似た形状で、前方から2/3程の場所に位置する。体色は、背側は濃い茶色あるいは黒、側面には斜めに明るい模様（パッチ）があり、腹側は明るい色である。

## 生息域

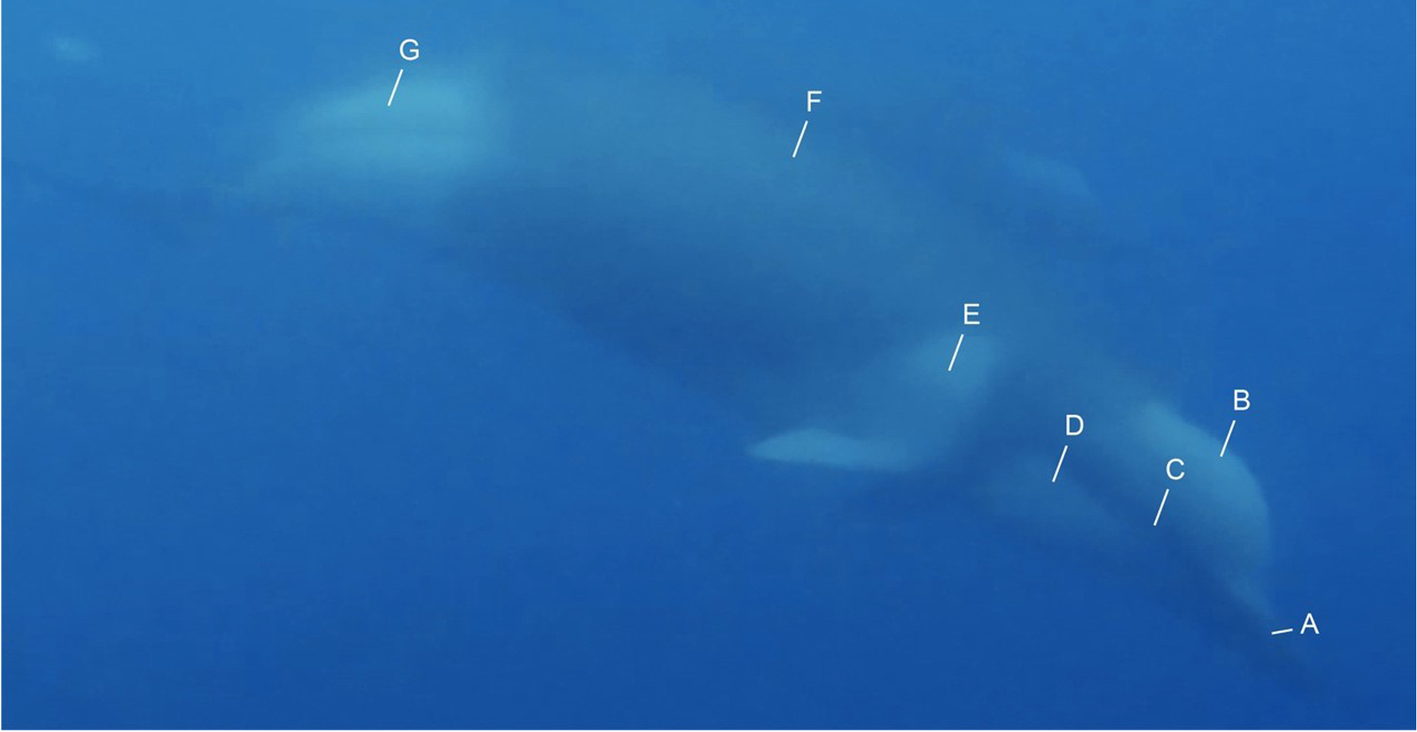
イナクセシブル島沖での水中写真。

海上における確かな目撃例もほとんど報告されておらず、座礁（ストランディング）による個体が28体報告されているのみである。全生息数も不明である。生息域も判然としないが座礁、観察例は全て南半球に存在している。冷温帯での記録が多いが温帯や亜熱帯などでの確認は少なく、多くの場合は南緯33-50度の深海のある海域に分布している。海上における生体の観察例は幾つかの国（ニュージーランド、オーストラリア、セーシェル、ゴフ島、トリスタンダクーニャ）にて報告されている。最初の目視確認は2006年になってからだった。
2003年までに27個体の座礁が報告されている。27個体の内訳は、ニュージーランドが20、アルゼンチンが3、Juan Fernándezが2、オーストラリアとサウスジョージア・サウスサンドウィッチ諸島がそれぞれ1である。2004年3月5日、ニュージーランドのワイタラ (英語版)北部のタラナキ海岸 (英語版) において、28例目となる座礁したタスマニアクジラがサーファーによって発見された。この地点は1933年に最初の座礁が報告された海岸の近くである。
特に、ニュージーランド・ダニーデンを中心とするオタゴ地方沖の海溝では2016年から2022年の間に17から19例の目撃が報告されており、年間を通して確認されている事もあり、重要な生息域だと推測される。

## 生態
情報が不足しているために社会性やポッドのサイズ、潜水のパターン、回遊の有無など、ほとんどの生態に関する知見が不明である。情報が不足している理由であるが、人間を避けているのか、生息数が僅かなのか、それとも両方なのか、それも不明である。
他のアカボウクジラ科が頭足類に偏った食性を持つのに対して、タスマニアクジラや魚類やカニを捕食することが判明しており、アカボウクジラ科で唯一咀嚼が可能な歯を持ち併せていることとの関連性が指摘されている。

## 保護
捕鯨の対象とはなっていない。混獲の被害に遭っているという報告もない。